# Invictus Games (cég)
Az Invictus Games egy független videójáték-fejlesztő vállalat, amit 1992-ben alapított Kozák Tamás és Diviánszky Ákos, 2000-ben pedig a Terep 2 készítője, Nagymáthé Dénes is csatlakozott hozzájuk. Sokféle játékkal foglalkoznak, mint például: autóversenyzős, stratégiai, akció, ügyességi, stb. Kiadójuk volt többek között a Codemasters, az Activision, a 1C, a Gamepot, a Joyzone, Vivid Games, 704 Games és a BANDAI NAMCO.
2006-ban egy új irodába költöztek, ami lehetővé tette, hogy több dolgozót alkalmazzanak.
Azóta rengeteg új technológiát felhasználtak, hogy minél jobb, és optimalizáltabb játékokat fejleszthessenek, mint PC-re és mobil platformokra is. Az utóbbi időben két újabb játékuk is nagy siker lett, a Daytona Rush, ami egy nascar stílusú játék és a Give It Up, egy kiváló ritmus játék.

## Játékok
- onEscapee (1997 Amiga,[3] 2004 PC)
- 1NSANE (2001)
- Street Legal (2002)
- Street Legal Racing Redline (2003)
- Monster Garage (2004)
- Santa Ride! (2004)
- Cross Racing Championship 2005 (2005)
- Level-R (2006)
- Overspeed: High Performance Street Racing (2007) (Amerikában: L.A. Street Racing)
- Project Torque (2008)
- 4x4 Jam (2009)
- Blastwave (2009)
- Fly Control (2009)
- Grim Filler (2009)
- Froggy Jump (2010)
- Froggy Launcher (2010)
- Heat Online (2010)
- Truck Jam (2010)
- Fly Fu Pro (2011)
- Greed Corp (2011)
- Mist Bouncer (2011)
- Race of Champions (2011)
- Wild Slide (2011)
- Gee-nomes (2012)
- Monkey Feed (2012)
- Race Of Champions World (2012)
- Ridge Racer Slipstream (2013)
- Jewel Fight: Heroes of Legend (2014)
- Pac-Man Friends (2014)
- Rob-o-tap (2014)
- R.G.B. (2014)
- Miner Man (2014)
- Hyper (2014)
- Dustoff Heli Rescue (2014)
- Give It Up! (2014)
- Daytona Rush (2015)
- Give it up! 2 (2015)
- Street Tuning Evolution (2016)
- Juicy Friends (2016)
- Tap 'n' Slash (2016)
- Malazard: The Master of Magic (2016)
- Highway Getaway (2016)
- Drifting School Bus (2017)
- Dustoff Heli Rescue 2 (2016)
- Gummy Heroes (2017)
- Give it up! 3 (2017)
- Nascar Rush  (2018)[4]

## Külső hivatkozások
- Az Invictus Games hivatalos története
- Invictus Games a MobyGames adatbázisában
- http://invictus.com